# Cây trồng biến đổi gen
Cây trồng biến đổi gen (Genetically Modified Crop - GMC) là loại cây trồng được lai tạo ra bằng cách sử dụng các kỹ thuật của công nghệ sinh học hiện đại, hay còn gọi là kỹ thuật di truyền, công nghệ gen hay công nghệ DNA tái tổ hợp, để chuyển một hoặc một số gen chọn lọc để tạo ra cây trồng mang tính trạng mong muốn. Các tính năng thường bao gồm tính kháng sâu bệnh, kháng thuốc trừ cỏ, một số loại bệnh, chống chịu với các điều kiện môi trường bất thuận hoặc cải thiện giá trị dinh dưỡng của cây trồng
Về mặt bản chất, các giống lai từ trước đến nay (hay còn gọi là giống truyền thống) đều là kết quả của quá trình cải biến di truyền. Điểm khác biệt giữa giống lai truyền thống và giống cây biến đổi gen là: gen (DNA) được chọn lọc một cách chính xác dựa trên khoa học công nghệ hiện đại và chuyển vào giống cây trồng để đem lại một tính trạng mong muốn một cách có kiểm soát.

## Tổng quan
Cây trồng chuyển gen là sự biến đổi vật chất di truyền, tiếp nhận thêm những gen mới, kết quả là xuất hiện những tính trạng mới dưới sự tác động của môi trường. Quá trình biến đổi vật chất di truyền (thêm gen mới) nhờ vào công nghệ chuyển gen, nếu so sánh quá trình này với quá trình đột biến trong tự nhiên về bản chất thì hai quá trình là một, bởi vì quá trình tiến hóa của sinh vật đều phải trông chờ vào quá trình biến đổi vật chất di truyền, trong đó đột biến đóng vai trò quan trọng. Dưới tác động của các nhân tố gây đột biến, vật chất di truyền được biến đổi theo hai hướng: thêm đoạn hay bớt đoạn. Như vậy, quá trình thêm đoạn nhờ chuyển gen cũng tương tự như quá trình thêm đoạn DNA trong đột biến tự nhiên.
Tuy nhiên, hai quá trình này có nhiều điểm khác nhau: Nếu quá trình chọn lọc tự nhiên chỉ giữ lại những biến dị có lợi cho quá trình tiến hóa của loài, thì trong kỹ thuật chuyển gen cây trồng chỉ giữ lại tính trạng có lợi đã được định hướng trước, có lợi về kinh tế, không ảnh hưởng tới quá trình tiến hóa của loài. Đây là điểm khác biệt căn bản nhất giữa đột biến tự nhiên và "đột biến" nhờ kỹ thuật chuyển gen. Sản phẩm của đột biến tự nhiên là tính trạng có lợi cho tiến hóa, còn sản phẩm của quá trình chuyển gen là các tính trạng có lợi cho con người, đây là ưu điểm nổi bật nhất của công nghệ chuyển gen.
Quá trình hình thành tính trạng mới trong tự nhiên phải diễn ra hàng trăm năm, triệu năm, thậm chí hàng tỷ năm, còn quá trình hình thành tính trạng mới nhờ công nghệ chuyển gen chỉ diễn ra trong vài năm, nhờ tính ưu việt này mà chúng ta có thể rút ngắn được quá trình chọn tạo giống cây trồng mới, bổ sung các tính trạng ưu việt mới, đáp ứng tốt nhất mục tiêu chọn giống và phục vụ sản xuất.

## Lịch sử
Cây trồng chuyển đổi gen được tạo ra lần đầu tiên vào năm 1982, bằng việc sử dụng loại cây thuốc lá chống kháng sinh. Những khu vực trồng thử nghiệm cây thuốc lá có khả năng chống thuốc diệt cỏ đầu tiên là ở Pháp và Hoa Kỳ vào năm 1986.
Năm 1987, Plant Genetic Systems (Ghent, Bỉ), được thành lập bởi Marc Van Montagu and Jeff Schell, là công ty đầu tiên phát triển cây trồng thiết kế gen di truyền (thuốc lá) có khả năng chống chịu côn trùng bằng cách biểu hiện các gen mã hóa protein diệt côn trùng từ vi khuẩn Bacillus thuringiensis (Bt).Trung Quốc là quốc gia đầu tiên chấp thuận cây công nghiệp chuyển đổi gen với cây thuốc lá kháng vi rút được giới thiệu lần đầu vào năm 1992, nhưng rút khỏi thị trường Trung Quốc vào năm 1997.

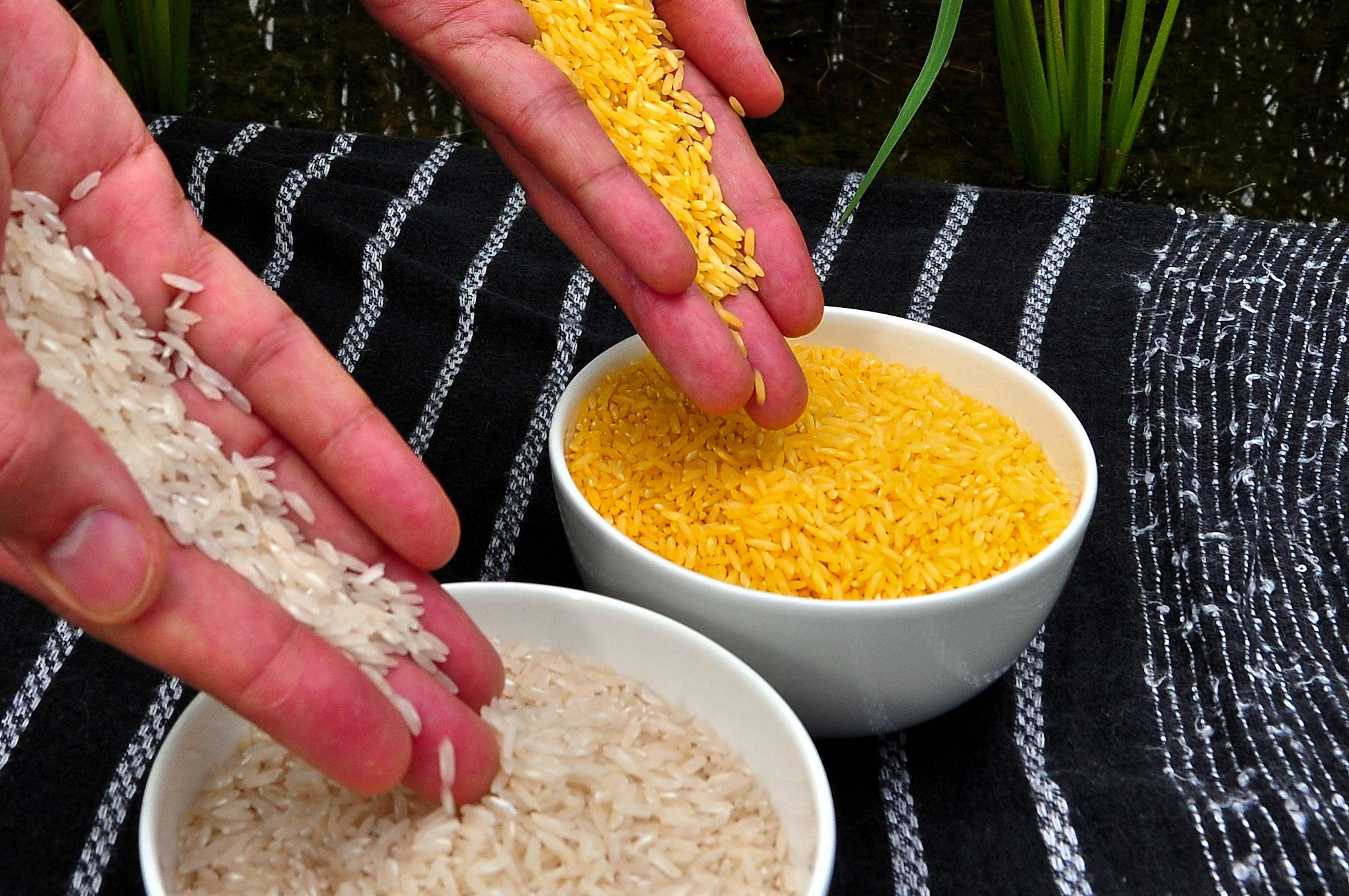
Gạo vàng, một loại thực phẩm biến đổi gen có nhiều ưu điểm

Cây trồng biến đổi gen đầu tiên được phê chuẩn bán ở Mỹ vào năm 1994 là cà chua FlavrSavr, có thời gian bảo quản lâu hơn các loại cà chua thông thường. Năm 1994, Liên minh châu Âu phê chuẩn cây thuốc lá có khả năng chống thuốc diệt cỏ bromoxynil. Năm 1995, khoai tây Bt đã được phê duyệt an toàn bởi Cơ quan Bảo vệ môi trường, trở thành cây nông sản kháng sâu đầu tiên được phê duyệt tại Hoa Kỳ.
Các loại cây trồng chuyển đổi gen sau đó cũng được chấp thuận giao dịch ở Mỹ vào năm 1995: cải dầu với thành phần dầu chuyển đổi (Calgene), ngô bắp có vi khuẩn Bacillus thuringiensis (Bt) (Ciba-Geigy), bông kháng thuốc diệt cỏ bromoxynil (Calgene), bông kháng côn trùng (Monsanto), đậu nành kháng thuốc diệt cỏ glyphosate (Monsanto), bí kháng vi rút (Asgrow), và cà chua chín chậm (DNAP, Zeneca / Peto, và Monsanto). Tính đến giữa năm 1996 đã có tổng cộng 35 phê chuẩn được cấp cho tám loại cây công nghiệp chuyển đổi gen và một loại hoa cẩm chướng, với 8 điểm khác nhau tại 6 quốc gia cộng thêm EU.
Năm 2000, lần đầu tiên các nhà khoa học đã biến đổi gen thực phẩm để gia tăng giá trị dinh dưỡng bằng việc sản xuất ra hạt gạo vàng (Golden Rice). Đến năm 2018, một số nước đã chính thức cấp phép sử dụng Gạo vàng làm thực phẩm như Hoa Kỳ, Canada, Úc, NewZealand.... Một số nước hiện nay cũng đang tiến hành khảo nghiệm và phê duyệt để cấp phép sử dụng như Philippines, Bangladesh...

## Phương pháp
Cây trồng biến đổi gen được tạo ra trong phòng thí nghiệm bằng cách thay đổi cấu trúc gen của chúng. Để làm được điều này, người ta dùng kĩ thuật di truyền thêm vào một hoặc nhiều gen trong bộ gen của cây trồng. Hai phương pháp phổ biến là phương pháp bắn gen (súng hạt) và chuyển gen gián tiếp thông qua vi khuẩn Agrobacterium tumefaciens. Các nhà thực vật học, dựa vào kết quả từ nghiên cứu toàn diện mới đây về cơ cấu cây trồng, đã chỉ ra rằng cây trồng biến đổi dựa vào công nghệ biến đổi gen ít có khả năng gặp phải những đột biến không mong đợi hơn là cây trồng nhân giống thông thường. Theo nghiên cứu, thuốc lá và "Arabidopsis thaliana (cây có hoa nhỏ thuộc họ Cải) là những loại cây trồng biến đổi gen phổ biến nhất do được dùng phương pháp biến đổi tân tiến, tính dễ nhân giống và hệ gen được nghiên cứu kĩ. Vì vậy, chúng được dùng làm sinh vật mô hình cho các loài thực vật khác.

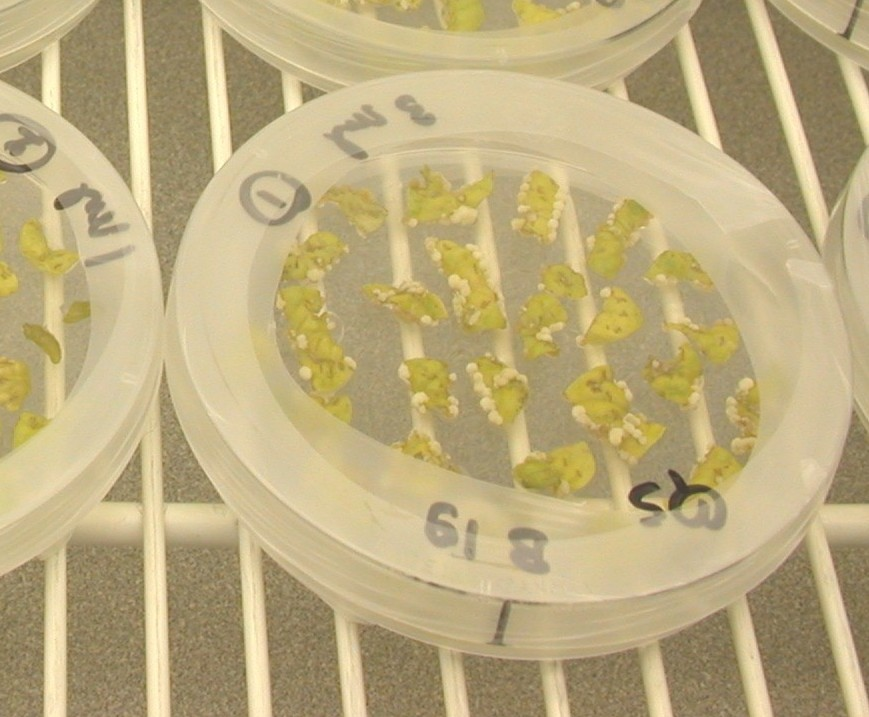
Cây (Solanum chacoense)được chuyển đổi gen bằng vi khuẩn Agrobacterium

Ở phương pháp bắn gen, DNA được đúc trong các hạt vàng hoặc wolfram nhỏ li ti, sau đó được bắn vào mô hoặc tế bào thực vật đơn dưới áp suất cao. Các hạt DNA với tốc độ cao sẽ thâm nhập vào cả thành và màng tế bào. Sau đó, DNA tách khỏi lớp vỏ kim loại và được tích hợp vào bộ gen thực vật bên trong nhân tế bào. Phương pháp này đã được áp dụng thành công cho rất nhiều loại cây trồng, đặc biệt là thực vật một lá mầm như lúa mì hoặc ngô. Ở những cây này phương pháp chuyển gen bằng vi khuẩn Agrobacterium tumefaciens thường ít hữu hiệu hơn do có thể gây ra những hư hỏng nghiêm trọng đối với mô tế bào.
Agrobacterium là ký sinh trùng thực vật tự nhiên, khả năng chuyển gen vốn có của chúng đã góp phần cung cấp phương pháp cho sự phát triển của thực vật biến đổi gen. Để tạo ra môi trường sống thích hợp cho mình, các vi khuẩn Agrobacterium chèn gen của chúng vào thân cây chủ, làm tăng nhanh tế bào thực vật ở gần mặt đất (tạo khối u sần sùi). Thông tin di truyền cho sự tăng trưởng của khối u được mã hóa trên một đoạn DNA vòng có khả năng nhân bản độc lập gọi là Ti-plasmid (trên Ti-plasmid có đoạn T-DNA). Khi một vi khuẩn lây nhiễm vào thân cây, nó chuyển đoạn T-DNA này đến một vị trí ngẫu nhiên trong hệ gen của cây đó. Điều này được ứng dụng trong công nghệ di truyền bằng cách lấy đoạn gen vi khuẩn T-DNA ra khỏi các plasmid vi khuẩn và thay thế bởi các gen mong muốn bên ngoài. Các vi khuẩn Agrobacterium sau đó hoạt động như một vector chuyển tải các gen ngoại nhập vào trong thân cây. Phương pháp này đặc biệt hữu hiệu cho cây hai lá mầm như khoai tây, cà chua và thuốc lá trong khi ít thành công ở các loại thực vật như lúa mì và ngô.
Việc đưa những gen mới vào cây trồng đòi hỏi một chất hoạt hóa cụ thể cho từng khu vực thể hiện gen. Ví dụ, nếu muốn gen chỉ biểu hiện ở hạt mà không phải lá gạo thì phải dùng chất hoạt hóa nội nhũ đặc trưng. Codon của gen cũng phải được tối ưu hóa cho sinh vật do thiên hướng sử dụng codon. Các sản phẩm chuyển hóa gen cũng nên được biến tính bằng nhiệt để triệt tiêu trong quá trình chế biến.

### Các loại công nghệ gen
Tìm hiểu một số công nghệ gen hiện nay:
1. Transgenic (chuyển gen giữa hai loài hoàn toàn khác nhau) là quá trình chuyển một đoạn DNA ngoại lai bằng các kỹ thuật khác nhau vào cây trồng. Các gen được đưa vào có thể đến từ các loài trong cùng giới (cây với cây) hoặc giữa các giới với nhau (ví dụ, vi khuẩn với cây trồng). Trong nhiều trường hợp DNA chèn vào phải được điều chỉnh đôi chút để biểu hiện chính xác và hiệu quả trong sinh vật chủ. Các gen được đưa vào có thể đến từ các loài trong cùng giới (cây với cây) hoặc giữa các giới với nhau (ví dụ, vi khuẩn với cây trồng). Trong nhiều trường hợp DNA chèn vào phải được điều chỉnh đôi chút để biểu hiện chính xác và hiệu quả trong sinh vật chủ. Trong phòng thí nghiệm, thực vật chuyển gen đã được biến đổi để tăng khả năng quang hợp (hiện nay là khoảng 2% ở hầu hết các cây trồng tới tiềm năng khoảng 9-10% về mặt lý thuyết). Điều này có thể thực hiện được thông qua việc chuyển hóa enzyme rubisco (tức chuyển cây C3 thành cây C4) bằng cách đặt các rubisco trong một carboxysome, thêm các ống bơm CO2 vào thành tế bào, từ đó thay đổi hình dáng/kích thước lá. Cây trồng cũng đã được nghiên cứu trong lĩnh vực phát quang sinh học mà trong tương lai có thể là một sự thay thế bền vững cho việc chiếu sáng bằng điện.
Cây trồng chuyển gen được dùng để tạo ra các protein như là Cry Toxin trong trực khuẩn Gram dương có tác dụng giết chết côn trùng, gen kháng thuốc diệt cỏ và kháng nguyên cho tiêm phòng. Cà rốt biến đổi gen đã được sử dụng để sản xuất thuốc Taliglucerase alfa điều trị bệnh Gaucher.
2. Cisgenic (chuyển gen trong cùng một loài) là quá trình chuyển gen từ cùng một loài hoặc từ một loài hoặc một loài gần giống tại nơi sinh sản thực vật thông thường xảy ra. Một số nhà lai tạo và các nhà khoa học cho rằng phương pháp sửa đổi gen cisgenic là hữu ích cho các cây khó lai giống bằng các phương pháp thông thường (như khoai tây) và các cây trong thể loại cisgenic không cần phải có sự giảm siats theo quy định như chuyển gen khác loài
Trong phòng thí nghiệm, thực vật chuyển gen đã được biến đổi để tăng khả năng quang hợp (hiện nay là khoảng 2% ở hầu hết các cây trồng tới tiềm năng khoảng 9-10% về mặt lý thuyết). Điều này có thể thực hiện được thông qua việc chuyển hóa enzyme rubisco (tức chuyển cây C3 thành cây C4) bằng cách đặt các rubisco trong một carboxysome, thêm các ống bơm CO2 vào thành tế bào, từ đó thay đổi hình dáng/kích thước lá. Cây trồng cũng đã được nghiên cứu trong lĩnh vực phát quang sinh học mà trong tương lai có thể là một sự thay thế bền vững cho việc chiếu sáng bằng điện.
3. Subgenic (Thế hệ con): thực vật biến đổi gen cũng có thể được phát triển bằng cách sử dụng loại bỏ gen hoặc loại bỏ gen để thay đổi cấy trúc di truyền của cây mà không kết hợp gen từ các cây khác. Năm 2014, nhà nghiên cứu Trung Quốc Gao Caixia đã nộp bằng sáng chế về việc tạo ra một chủng lúa mì có khả năng kháng bệnh phấn trắng. Chủng này thiếu các gen mã hoá các protein ức chế sự phòng vệ chống lại nấm mốc. Các nhà nghiên cứu đã xoá cả ba bản sao gen khỏi bộ gen hexaploid của lúa mì. Gao đã sử dụng các công cụ chỉnh sửa gen TELENs và CRISPR mà không cần thêm hay thay đổi bất kì gen nào khác.
Tuy nhiên các cây chuyển gen khác cũng đang được điều chỉnh để khắc phục ni tơ bao quanh thân cây. Cây chuyển gen đồng loài dùng gen trong cùng loài hoặc những loài có họ hàng gần, tương tự như phương pháp nhân giống thông thường. Một số nhà nhân giống và các nhà khoa học cho rằng biến đổi gen đồng loài sẽ rất hữu ích cho các cây trồng khó lai tạo bằng phương pháp thông thường (như khoai tây). Họ cũng nhận định rằng cây trồng chuyển gen đồng loài không nên đòi hỏi cùng một mức độ quy định pháp luật như các sinh vật biến đổi gen khác.
4. Multi trait integration (Tích hợp đa tính trạng): tích hợp nhiều tính trạng vào một loài cây trồng mới

## Tình hình sử dụng

### Trên thế giới
Diện tích cây trồng biến đổi gen trên toàn cầu tăng đáng kể trong hơn 20 năm, từ 1,7 triệu ha vào năm 1996 lên 189,8 triệu ha vào năm 2017. Tính tới năm 2017 đã có 67 quốc gia sử dụng cây trồng BĐG, bao gồm 24 quốc gia canh tác cây trồng BĐG (19 nước đang phát triển và 5 nước công nghiệp); cùng 43 quốc gia khác (trong đó EU được tính là 1) cấp phép chính thức nhập khẩu và sử dụng cây trồng BĐG với mục đích làm thực phẩm, thức ăn chăn nuôi và chế biến. Báo cáo này cũng chỉ ra, tại những quốc gia đang trồng cây GMO, diện tích đang có xu hướng tăng lên sau mỗi năm. Cụ thể, tại châu Âu, bốn quốc gia là Tây Ban Nha, Bồ Đào Nha, Séc và Slovakia đã trồng hơn 136.000 héc ta bắp biến đổi gen trong năm 2016, tăng 17% so với năm 2015.
Ở châu Phi, Nam Phi và Sudan cũng liên tiếp mở rộng diện tích bắp, đậu nành biến đổi gen và đã đạt 2,66 triệu héc ta trong năm 2016, trong khi năm 2015 mới chỉ có 2,29 triệu héc ta. Tại châu Mỹ, Brasil có diện tích canh tác bắp, đậu nành, bông và hạt cải dầu GMO tăng 11%, là nước lớn thứ 2 sau Mỹ về diện tích trồng GMO.
Nhiều khả năng diện tích trồng cây GMO sẽ còn tiếp tục tăng trong những năm tới khi một số nước đang có kế hoạch đưa cây mía GMO vào trồng, đáng chú ý là khu vực ASEAN có Indonesia.
Diện tích canh tác ở các nước đang phát triển đang ngày càng được mở rộng. Tỷ trọng diện tích canh tác cây trồng CNSH của nông dân Mỹ La tinh, châu Á và châu Phi lên tới 54% trong tổng diện tích canh tác cây trồng CNSH toàn cầu (tăng 2% so với năm 2012), do đó làm gia tăng chênh lệch về diện tích canh tác giữa các nước công nghiệp và các nước đang phát triển từ khoảng 7 triệu năm 2012 lên đến 14 triệu ha vào năm 2013. Tính chung Nam Mỹ đã trồng 70 triệu ha hoặc chiếm 41%; châu Á trồng 20 triệu ha, chiếm 11%; và châu Phi trồng hơn 3 triệu ha, chiếm 2% diện tích canh tác cây trồng CNSH toàn cầu.
Các giống đậu nành BĐG chiếm 50% diện tích canh tác cây trồng CNSH trên thế giới. Xét trên diện tích canh tác của từng loại cây trồng riêng lẻ, 77% diện tích trồng đậu nành, 80% diện tích trồng bông, 32% diện tích trồng ngô và 30% diện tích trồng hạt cải dầu năm 2017 là các giống BĐG.
Các quốc gia trồng đậu nành BĐG với tỷ lệ lên đến hơn 90% bao gồm Hoa Kỳ, Brazil, Argentina, Paraguay, Nam Phi, Bolivia và Uruguay. Khoảng 90% ngô BĐG được canh tác tại Mỹ, Brazil, Argentina, Canada, Nam Phi và Uruguay. Hơn 90% bông BĐG được trồng tại Mỹ, Argentina, Ấn Độ, Paraguay, Pakistan, Trung Quốc, Mexico, Nam Phi và Australia. Hoa Kỳ và Canada trồng hạt cải dầu BĐG với tỷ lệ ứng dụng là 90%. Quan trọng hơn, các quốc gia này cũng là cũng là nơi xuất khẩu thực phẩm chính tới các khu vực của thế giới, bao gồm các nước đang phát triển lớn.
Liên minh châu Âu vốn là nơi có diện tích cây trồng CNSH khiêm tốn nhất cũng bắt đầu có những thay đổi tích cực khi diện tích canh tác cây trồng CNSH trong năm 2013 đã tăng lên 15% so với các năm trước. Tây Ban Nha dẫn đầu khối các nước EU với diện tích trồng ngô đột biến gen là 136.962 ha. Tháng 12 năm 2017, Ủy ban châu Âu đã cấp phép cho sáu cây trồng biến đổi gen được sử dụng làm thực phẩm và thức ăn chăn nuôi, bao gồm 4 loại đậu tương, hạt cải dầu và ngô. Các GMO đã được phê duyệt đều đã trải qua một quy trình cấp phép toàn diện, bao gồm cả đánh giá lợi ích khoa học của Cơ quan an toàn thực phẩm châu Âu (EFSA- the European Food Safety Authority)
Tại Trung Quốc, cây bông CNSH ở Trung Quốc đã đem lại lợi ích kinh tế trên 15 tỷ USD trong vòng 12 năm từ năm 1996 đến năm 2012. Trung Quốc hiện nay là nhà nhập khẩu đậu nành và hạt cải dầu biến đổi gen hàng đầu. Đầu năm 2019, Trung Quốc đã cho phép nhập khẩu 5 mặt hàng nông sản biến đổi gen, được công bố trên trang web của Bộ nông nghiệp Trung Quốc. Các sản phẩm được thông qua gồm ngô DP4114 Qrome và đậu nành DAS-44406-6 của công ty DowDuPont, đậu nành đậu nành SYHT0H2 do Bayer CropScience và Syngenta - hiện quyền sở hữu của công ty hóa chất Đức BASF - phát triển. Hai sản phẩm còn lại gồm hạt cải dầu RF 3 của BASF và hạt cải dầu MON 88302 của công ty Monsanto. Theo Reuters, hai mặt hàng này đã phải chờ 6 năm để được cấp phép.
Năm 2018, Chính phủ Bangladesh đã phê duyệt cho canh tác các giống lúa gạo biến đổi gen đầu tiên với tên gọi BRRIdhan-86 nhằm phát triển ngành trồng trọt – một trọng tâm hướng tới xây dựng Bangladesh thịnh vượng tới năm 2021. Giống mới này được kỳ vọng sẽ giúp tăng thêm khoảng 0,5 tấn gạo thu hoạch trên mỗi ha so với giống lúa phổ biến được trồng rộng rãi nhất hiện nay tại quốc gia này, đồng thời cũng sẽ giúp nông dân tiết kiệm được công lao động và thu hoạch dễ dàng hơn bằng máy gặt so với các giống lai truyền thống.
Không chỉ có Bangladesh chấp nhận trồng gạo GMO mà cả những quốc gia có nền kinh tế phát triển như Úc và New Zealand cũng bắt đầu cấp phép cho dòng sản phẩm này. Cụ thể, vào cuối tháng 2/2018, trong thông báo liên bang, Úc đã phê duyệt để đưa giống gạo vàng giàu vitamin A (GR2E) vào Danh mục Chuẩn thực phẩm của Úc - NewZealand.

### Việt Nam

#### Tình hình thực tế
Cây trồng biến đổi gen có thể là câu trả lời cho rất nhiều vấn đề nan giải mà ngành nông nghiệp Việt Nam đang gặp phải. Tính đến thời điểm này ngô vẫn là một trong những mặt hàng nông sản được nhập khẩu nhiều nhất vào Việt Nam trong 10 năm trở lại đây với sản lượng liên tục tăng từ 4.4 triệu tấn năm 2014 lên 8.3 triệu tấn năm 2017. Đáng chú ý là nguồn nhập khẩu ngô của Việt Nam chủ yếu có xuất xứ từ thị trường Brasil, Argentina, Mỹ, Ấn Độ, Thái Lan (chiếm tới hơn 90%), những nước có diện tích trồng cây biến đổi gen lớn nhất thế giới.
Để hạn chế thực trạng nhập khẩu loại thực phẩm này, việc đưa ngô biến đổi gen vào đã trở thành chủ trương và theo báo cáo của Bộ Nông nghiệp và Phát triển Nông thôn, sau gần 4 năm cấp phép, diện tích canh tác ứng dụng ngô chuyển gen tại Việt Nam mỗi năm tăng từ 12,5 ngàn ha năm 2015 đến khoảng 28,5 ngàn ha năm 2018.
Theo tính toán, lợi nhuận thu được từ việc trồng giống ngô chuyển gen là 30.1920.000 đồng/ha so với giống ngô thường là 22.195.000 đồng/ha. Chênh lệch lợi nhuận giữa trồng ngô chuyển gen và ngô thường là 7.997.000 đồng/ha. Ứng dụng giống ngô chuyển gen đã giúp giảm được nhân công và chi phí làm cỏ kết hợp với năng suất tăng vì thế đã hạ giá thành sản phẩm làm hiệu quả sản xuất ngô được nâng cao rõ rệt.
Theo báo cáo của Chi Cục Trồng trọt và Bảo vệ Thực vật tỉnh Thái Nguyên, năng suất thực thu của ngô biến đổi gen so với ngô lai thường trong cùng một điều kiện canh tác, khí hậu, chế độ chăm sóc, bón phân.... có những chênh lệch về thu nhập. Cụ thể, năng suất trung bình của ngô biến đổi gen (giống NK4300 Bt/GT) đạt 7.582 kg/ha trong khi đó giống ngô thường (NK4300) chỉ đạt 6.580 kg/ha - tức ngô biến đổi gen cho năng suất cao hơn 15% so với ngô thường.
Lượng nhập khẩu đậu nành, ngô… từ các thị trường có diện tích cây trồng biến đổi gen lớn như Bắc Mỹ, châu Âu mỗi năm đều rất lớn. Hầu hết, các sản phẩm này phục vụ cho chăn nuôi và gieo trồng nông nghiệp.
Nhiều chuyên gia cho biết: Thực phẩm biến đổi gen đã có mặt khá lâu trên thị trường Việt Nam, hầu hết người dân nào cũng đã dùng qua những sản phẩm này. Tuy nhiên có một thực tế là không phải người tiêu dùng nào cũng có những hiểu biết cần thiết về loại thực phẩm mà họ đang sử dụng. Theo quy định hiện hành, thực phẩm biến đổi gen bao gói sẵn có ít nhất một thành phần nguyên liệu biến đổi gen lớn hơn 5% tổng nguyên liệu được sử dụng đều phải ghi nhãn khi lưu thông tại thị trường Việt Nam.
Kể từ khi thông tư này có hiệu lực, những thực phẩm biến đổi gen đang lưu thông trên thị trường sẽ buộc phải ghi nhãn theo quy định. Các thực phẩm biến đổi gen không ghi nhãn theo quy định sẽ không được tiếp tục sản xuất và nhập khẩu sau 8/1.
Tuy nhiên, quy định trên đây chỉ áp dụng đối với những mặt hàng đóng gói sẵn. Các thực phẩm tươi sống, thực phẩm chế biến nhưng không bao gói không thuộc phạm vi quy định này.

#### Hành lang pháp lý
Tại Việt Nam, cây trồng biến đổi gen đã được đầu tư nghiên cứu và khảo nghiệm từ năm 2006 sau khi "Chương trình trọng điểm phát triển và ứng dụng công nghệ sinh học trong lĩnh vực nông nghiệp và phát triển nông thôn đến năm 2020" được phê duyệt tại Quyết định số 11/2006/QĐ-TTg. Vào năm 2011, việc đưa ngô biến đổi gen vào sản xuất thương mại tại Việt Nam được dự kiến triển khai vào năm 2012 sau hai đợt khảo nghiệm trên diện rộng. Đến 2013, Bộ NN&PTNT đã công nhận kết quả khảo nghiệm 5 giống ngô biến đổi gen để trình Bộ Tài nguyên và Môi trường cấp phép an toàn sinh học.
Thời gian qua, Bộ NN&PTNT đã ban hành hàng loạt nghị định, thông tư để đẩy mạnh ứng dụng công nghệ sinh học như Nghị định số 69/2010/NĐ-CP về an toàn sinh học đối với sinh vật biến đổi gien, mẫu vật di truyền và sản phẩm của sinh vật biến đổi gien; Quyết định số 418/QĐ-TTg  về việc phê duyệt Chiến lược phát triển KH và CN giai đoạn 2011 - 2020; Thông tư 72/2009/TT-BNNPTNT ngày 17 tháng 11 năm 2009 ban hành danh mục loài cây trồng biến đổi gen được phép khảo nghiệm đánh giá rủi ro đối với đa dạng sinh học và môi trường cho mục đích làm giống cây trồng ở Việt Nam.
Bộ TN-MT đã ban hành Thông tư số 08/2013/TT-BTNMT ngày 16/5/2013 về Đánh giá an toàn sinh học đối với cây trồng biến đổi gen, trong đó quy định thành lập Tổ chuyên gia có trách nhiệm hỗ trợ kỹ thuật cho Hội đồng ATSH đối với từng sự kiện biến đổi gen cụ thể; Thông tư số 02/2014/TT-BNNPTNT ngày 24/1/2014 quy định trình tự, thủ tục cấp và thu hồi giấy xác nhận thực vật biến đổi gen đủ điều kiện sử dụng làm thực phẩm, thức ăn chăn nuôi.
Đặc biệt ngày 11 tháng 8 năm 2014, Bộ NN & PTNN chính thức công bố cấp phê duyệt 04 sự kiện ngô biến đổi gen đủ điều kiện sử dụng làm thực phẩm, thức ăn chăn nuôi. Các sự kiện được phê duyệt lần này bao gồm sự kiện Bt 11 và MIR162 của công ty TNHH Syngenta Việt Nam và MON 89034 (Bộ TNMT cấp Giấy chứng nhận ATSH vào ngày 27 tháng 8 năm 2014) và NK603 của công ty TNHH Dekalb Việt Nam (Monsanto). Giấy xác nhận phê duyệt được ban hành sau quá trình xem xét kỹ lưỡng và được chấp thuận bởi Hội đồng An toàn Thực phẩm và Thức ăn chăn nuôi biến đổi gen là không có bất kỳ ảnh hưởng bất lợi nào đối với con người và vật nuôi theo đúng trình tự được quy định theo thông tư 02/2014/TT-BNNPTNT. Đây là 4 sự kiện biến đổi gen đầu tiên được công nhận đủ điều kiện sử dụng làm thực phẩm và thức ăn chăn nuôi tại Việt Nam.
Đến năm 2019, Bộ NN & PTNN đã cấp Giấy xác nhận đủ điều kiện làm Thực phẩm/Thức ăn chăn nuôi cho gần 30 sự kiện biến đổi gen trên cây trồng ngô và đậu tương. Giấy xác nhận phê duyệt được ban hành sau quá trình xem xét kỹ lưỡng và được chấp thuận bởi Hội đồng An toàn Thực phẩm và Thức ăn chăn nuôi biến đổi gen là không có bất kỳ ảnh hưởng bất lợi nào đối với con người và vật nuôi theo đúng trình tự được quy định theo thông tư 02/2014/TT-BNNPTNT. Đồng thời, các sự kiện đều đã được phê duyệt tại ít nhất 5 quốc gia thuộc khối OECD trước đó. Đây được xem như một "hàng rào kép" giúp quản lý và đảm bảo tính an toàn của các sản phẩm biến đổi gen, trước khi đến tay người sử dụng tại Việt Nam.
Ngày 3 tháng 11 năm 2014, Bộ Tài nguyên và Môi trường đã ban hành Quyết định số 2485 và 2486/QĐ-BTNMT cấp Giấy chứng nhận an toàn sinh học cho ngô biến đổi gen mang sự kiện GA21 và NK603. Các sự kiện ngô biến đổi gen được cấp Giấy chứng nhận an toàn sinh học nêu trên đều mang đặc tính chống chịu thuốc trừ cỏ.
Đồng thời, cũng theo các quy định về an toàn sinh học, cho tới nay Bộ Tài nguyên và Môi trường đã cấp 05 Giấy chứng nhận an toàn sinh học cho 5 sự kiện ngô biến đổi gen với các tính trạng kháng sâu và chống chịu thuốc trừ cỏ được phép canh tác tại Việt Nam.
Theo dự kiến, tới năm 2015, ngô biến đổi được đưa vào trồng đại trà.
Đến năm 2019, Bộ NN & PTNN đã cấp Giấy xác nhận đủ điều kiện làm Thực phẩm/Thức ăn chăn nuôi cho gần 30 sự kiện biến đổi gen trên cây trồng ngô và đậu tương. Giấy xác nhận phê duyệt được ban hành sau quá trình xem xét kỹ lưỡng và được chấp thuận bởi Hội đồng An toàn Thực phẩm và Thức ăn chăn nuôi biến đổi gen là không có bất kỳ ảnh hưởng bất lợi nào đối với con người và vật nuôi theo đúng trình tự được quy định theo thông tư 02/2014/TT-BNNPTNT. Đồng thời, các sự kiện đều đã được phê duyệt tại ít nhất 5 quốc gia thuộc khối OECD trước đó. Đây được xem như một "hàng rào kép" giúp quản lý và đảm bảo tính an toàn của các sản phẩm biến đổi gen, trước khi đến tay người sử dụng tại Việt Nam.
Đồng thời, cũng theo các quy định về an toàn sinh học, cho tới nay Bộ Tài nguyên và Môi trường đã cấp 05 Giấy chứng nhận an toàn sinh học cho 5 sự kiện ngô biến đổi gen với các tính trạng kháng sâu và chống chịu thuốc trừ cỏ được phép canh tác tại Việt Nam.

## Quan điểm

### Ủng hộ
Tính đến năm 2050, ước tính dân số sẽ chạm mốc 9 tỷ người. Theo Ủy ban Nông Lương Liên hợp quốc, điều này có nghĩa là lượng thực phẩm cần sản xuất để đáp ứng nhu cầu cho toàn cầu trong giai đoạn 2000–2050 tương đương với tổng lương thực cần trong 10.000 năm trước đây, trong khi diện tích đất canh tác nông nghiệp ngày càng thu hẹp, biến đổi khí hậu gay gắt trên toàn cầu.
Báo cáo của FAO về Hiện trạng Thực phẩm và Nông nghiệp năm 2016 đã chỉ rõ: "Công nghệ sinh học dù ở trình độ cao hay thấp đều có thể giúp các nhà sản xuất đặc biệt nông hộ quy mô nhỏ có thể linh hoạt và ứng phó tốt hơn với các thách thức đến từ biến đổi khí hậu. Trong khi những phương pháp phụ chủ yếu thông qua đổi mới về các biện pháp quản lý; một trong số các phương pháp khác có thể phụ thuộc vào kết quả của việc ứng dụng công nghệ sinh học ví dụ như cải thiện giống cây trồng."
Tiến sỹ Graham Brookes - Giám đốc PG Economics và đồng tác giả trong nghiên cứu về tác động môi trường và kinh tế - xã hội chia sẻ: "Nguy cơ mất an ninh lương thực toàn cầu là một vấn đề lớn tại các quốc gia đang phát triển, với khoảng 108 triệu người hiện vẫn đang bị ảnh hưởng bởi khủng hoảng lương thực. Trong hơn 20 năm, chúng ta đã chứng kiến việc ứng dụng CNSH cây trồng tại các nước đang phát triển đóng góp như thế nào vào việc cải thiện năng suất, giúp sản xuất an toàn hơn, tăng thu thập cho nông dân, góp phần giảm đói nghèo và suy dinh dưỡng tại các khu vực dễ bị ảnh hưởng bởi mất an ninh thực nhất trên thế giới."
Nghiên cứu của PG Economics cũng cho thấy các bước tiến lớn đã được thực hiện nhằm giảm bớt tác động môi trường từ canh tác nông nghiệp, giảm thiểu và thích ứng với biến đổi khí hậu. Nghiên cứu mới nhất nhấn mạnh việc sử dụng CNSH trong nông nghiệp tiếp tục góp phần giảm phát thải khí nhà kính 
- Việc mở rộng diện tích ứng dụng CNSH đã đồng thời giúp cải thiện tình trạng sụt giảm dinh dưỡng trên cây trồng nhờ đưa vào các tính trạng dinh dưỡng có lợi. Ngoài ra, giá trị dinh dưỡng cây trồng cũng có thể được cải thiện khi thêm vào các tính trạng dinh dưỡng có lợi trên gạo, chuối, khoai tây, lúa mỳ, đậu gà, đậu triều và mù tạt, từ đó đem lại lợi ích cho người tiêu dùng và các nhà sản xuất thực phẩm. Các nghiên cứu cho thấy biến đổi khí hậu có thể dẫn tới sụt giảm hàm lượng protein, kẽm và sắt trong các cây trồng chủ lực - đặt 1,4 triệu trẻ em vào nguy cơ thiếu sắt nghiêm trọng vào năm 2050.
- Báo cáo năm 2017 của ISAAA cũng cho thấy có nhiều hơn những sản phẩm CNSH được thương mại hóa với những lợi ích trực tiếp đối với người tiêu dùng. Hai thế hệ khoai tây Innate®  đã được cấp phép tại Mỹ và Canada: một với tính trạng giảm thâm và chống đốm nâu cùng hàm lượng acrylamide thấp, và một với các tính trạng nói trên kết hợp cùng mức độ đường khử thấp và kháng bệnh mốc sương; giống táo không thâm Arctic® tại Mỹ và giống cà tím kháng sâu tại Bangladesh. Đây đều là những sản phẩm mang lại lợi ích bền vững hơn cho người tiêu cùng cũng như cho môi trường.[23]
- Trong tổng lợi ích thu nhập canh tác, 49% (tương đương với 48 tỷ USD) có được nhờ năng suất thu hoạch cao hơn do giảm sâu hại, áp lực về cỏ dại và hệ gen được cải thiện, còn lại nhờ việc giảm thiểu chi phí canh tác.
- Phần lớn (51%) thu nhập từ canh tác năm 2011 đã đến trực tiếp với người nông dân của các quốc gia đang phát triển, 90% của nhóm này là những nông hộ nhỏ và nghèo. Tổng cộng từ năm 1996 - 2011, khoảng 50% tổng lợi ích thu về đã đến được với nông dân ở các quốc gia đã và đang phát triển.
- Báo cáo ISAAA cho thấy diện tích canh tác cây trồng BĐG toàn cầu đã tăng lên 3%, tương đương với 4,7 triệu héc ta vào năm 2017. Khi ngày càng nhiều các quốc gia đang phát triển mở rộng diện tích canh tác cây trồng BĐG và tạo điều kiện cho nông dân ứng dụng CNSH trong sản xuất thực phẩm, lợi ích được của CNSH được thể hiện rõ rệt đối với các nông hộ nhỏ. Trên thực tế, các nước đang phát triển hiện chiếm 53% diện tích canh tác cây trồng BĐG trên toàn cầu.[23]
- Theo báo cáo của PG Economics, từ năm 1996 – 2016 cây trồng BĐG đã mang về 186,1 tỷ đô la, cho khoảng 17 triệu nông dân trên toàn cầu, rất nhiều trong số đó là phụ nữ và các nông hộ nhỏ - lực lượng chịu trách nhiệm nuôi sống toàn gia đình và cộng đồng nơi họ sinh sống.
- Cây trồng công nghệ sinh học có khả năng chống chịu với thuốc trừ cỏ không chỉ làm giảm việc dùng thuốc diệt cỏ mà còn làm cho đất và nước sạch hơn, thúc đẩy việc áp dụng phương pháp canh tác không làm đất để giảm thiểu sự xói mòn đất và hiện tượng thải ra carbon làm biến đổi khí hậu vào khí quyển. Theo tính toán của Hội đồng Khoa Học Nông nghiệp và Công nghệ (CAST) cho rằng công nghệ mới như bắp và đậu nành có hàm lượng acid phytic thấp có thể giúp giảm nitơ và bài tiết  phospho ở heo và gia cầm  tương ứng 40% và 60%. Hệ thống tiêu hóa của bò được cải thiện có thể làm giảm bài tiết nitơ lên đến 34%, và giảm bài tiết phosphor đến 50%.
- Cây trồng CNSH góp phần giảm hiệu ứng nhà kính từ quá trình canh tác nhờ việc giảm lượng năng lượng sử dụng, tăng lượng cacbon lưu trữ trong đất nhờ giảm việc làm đất. Điều này tương ứng với việc trong năm 2011, hơn 23 tỷ kg cacbon dioxide đã được ngăn ngừa không bị thải vào môi trường (lượng khí thải giảm thiểu tương đương với việc "chặn" thành công 10,2 triệu xe ô tô lưu thông trên đường trong 1 năm).
- GSTS Lê Huy Hàm, Viện trưởng Viện di truyền nông nghiệp, nhiều năm nghiên cứu trong lĩnh vực di truyền khẳng định: "Nói về kiểm soát độ an toàn, có thể nói là hệ thống kiểm soát an toàn sinh học sản phẩm biến đổi gen hiện nay ở Việt Nam hoạt động khá hiệu quả. Đó là quy chế sản phẩm biến đổi gen chỉ được sử dụng ở Việt Nam sau khi đã được sử dụng ở 5 nước phát triển với cùng mục đích. Do đó, người tiêu dùng có thể tin rằng tất cả các sản phẩm biến đổi gen được nhập khẩu về Việt Nam đều đã được các nước như Hoa Kỳ, Nhật, Canada, Australia, Hàn Quốc, EU… sử dụng với cùng mục đích. Ngoài ra, tất cả các quyết định liên quan đến sử dụng, sản xuất sản phẩm biến đổi gen ở Việt Nam đều có sự tham gia của đại diện 5 Bộ: Khoa Học Công Nghệ, Y Tế, Nông Nghiệp, Công Thương, Tài Nguyên Môi Trường và Viện Hàn Lâm Khoa Học Công Nghệ Việt Nam. Mọi khía cạnh đều được cân nhắc rất kỹ trước khi đưa ra quyết định" [40]
- Năm 2011, một báo cáo với tên gọi "10 năm nghiên cứu Sinh vật Biến đổi gen" được bảo trợ bởi Cộng đồng chung Châu Âu (EU) với nguồn kinh phí khoảng 200 triệu Euro được xuất bản. Đây là một báo cáo toàn diện, cung cấp thêm thông tin cho những tranh cãi liên quan đến vấn đề BĐG khi các kết quả khoa học và nghiên cứu đánh giá của các cơ quan có thẩm quyền được công bố. Trong suốt hơn 25 năm qua, có khoảng 500 nhóm nghiên cứu độc lập đã tham gia vào dự án này. Theo kết quả của dự án, tính đến thời điểm hiện tại, KHÔNG có bất cứ bằng chứng khoa học cho thấy mối liên hệ giữa sinh vật BĐG với những rủi ro lớn hơn đối với môi trường, và sự an toàn của thực phẩm, thức ăn chăn nuôi so với các sinh vật và cây trồng truyền thống.[41][42][43]
- Vào năm 2016, hơn 100 học giả đoạt giải Nobel đã cùng ký bức thư ngỏ kêu gọi Tổ chức Greenpeace (Hoà bình xanh) thay đổi quan điểm, ngưng các hoạt động phản đối thực phẩm biến đổi gen (BĐG). Bức thư có viết: "Chúng tôi kêu gọi Greenpeace nhanh chóng tái đánh giá những trải nghiệm của nông dân và người tiêu dùng trên toàn thế giới về những cây trồng, thực phẩm được cải tiến bởi công nghệ sinh học, công nhận những phát hiện nghiên cứu của các tổ chức khoa học có thẩm quyền và cơ quan chức năng, và ngừng chiến dịch chống lại cây trồng BĐG (GMO) nói chung và giống lúa/gạo Vàng (Golden rice) nói riêng".
- Bức thư cũng đề cập: "Các tổ chức khoa học và cơ quan chức năng trên thế giới liên tục khẳng định chắc chắn sự an toàn của cây trồng và thực phẩm có sự can thiệp của công nghệ sinh học, nếu không muốn nói là an toàn hơn bất cứ phương pháp nuôi trồng nào khác. Đến nay, chưa có bất kỳ trường hợp được xác thực nào xác minh những hệ quả xấu cho sức khoẻ từ việc tiêu thụ sản phẩm BĐG của người và động vật. Cả vấn đề môi trường, cây trồng BĐG cũng được chứng minh rất ít gây ảnh hưởng tiêu cực, không những thế còn đóng góp lợi ích vào hệ sinh thái đa dạng toàn cầu".[44][45][46][47]
- Báo cáo "Mức độ phổ biến và tác động của thức ăn chăn nuôi biến đổi gen lên động vật" xuất bản vào năm 2014 đã dựa trên các dữ liệu của Bộ Nông nghiệp Hoa Kỳ (USDA) trên hơn 100 tỉ động vật được nuôi bằng thức ăn có thành phần từ cây trồng biến đổi gen, kết luận: không có bất kỳ dấu hiệu nào cho thấy cây trồng biến đổi gen gây tác động tiêu cực đối với sức khỏe vật nuôi.[48]
- Tất cả các nước đang phát triển[27] đã được hưởng lợi từ công nghệ sinh học thông qua việc nhập khẩu hàng hóa rẻ hơn, mức độ độc tố mycotoxin thấp hơn và năng suất cây trồng cao hơn và sạch hơn để trồng trong nước. Các nước đã phát triển cây trồng công nghệ sinh học cũng được hưởng lợi từ việc giảm sử dụng hóa chất, năng suất cao hơn và nông nghiệp mang tính cạnh tranh hơn, xuất khẩu sản phẩm nông nghiệp biến đổi gen mang một nguồn thu ổn định và giải quyết vấn đề việc làm cho một bộ phận lớn người dân các nước này. Người nông dân tại các quốc gia đang phát triển chính là đối tượng thụ hưởng lợi của những ích lợi đang ngày càng gia tăng này. Môi trường cũng được bảo vệ tốt hơn nhờ việc nông dân ngày càng áp dụng phương pháp canh tác ít ảnh hưởng đến lớp đất phủ, quản lý cỏ dại bằng cách sử dụng các thuốc diệt cỏ lành tính và giảm thiểu lượng thuốc trừ sâu sử dụng nhờ ứng dụng cây trồng biến đổi gen kháng sâu hại. Việc giảm phun thuốc trừ sâu và chuyển đổi sang phương thức canh tác "không làm đất" ngày càng đóng vai trò tích cực trong giảm hiệu ứng nhà kính gây ra do canh tác nông nghiệp.
- Có nhiều thông tin cho rằng, Châu Âu là nơi cấm thực phẩm biến đổi gen. Tuy nhiên trên thực tế, Châu Âu là nơi vừa cho phép sử dụng các sản phẩm biến đổi gen, vừa cho phép canh tác một số cây trồng biến đổi gen. Châu Âu có một hệ thống pháp luật quy định việc nhập khẩu, phát triển và thương mại hóa các loại cây trồng và thực phẩm công nghệ sinh học/ cây trồng biến đổi gen. Mỗi năm châu lục này đang nhập hơn 30 triệu tấn đậu nành công nghệ sinh học từ Mỹ và Nam Mỹ để sử dụng làm thực phẩm và thức ăn chăn nuôi. Bên cạnh đó, Tây Ban Nha là một nước đã canh tác ngô biến đổi gen hơn 20 năm qua.[49]

Bên cạnh những lợi ích cơ bản của cây trồng biến đổi gen, theo một vài nhà khoa học thế giới, thì loại thực phẩm này cũng tiềm ẩn nhiều nguy cơ ảnh hưởng lâu dài tới sức khỏe cộng đồng, môi trường.

### Tranh cãi về ảnh hưởng đối với môi trường
- Cây trồng biến đổi gen mang các yếu tố chọn lọc (chịu lạnh, hạn, mặn hay kháng sâu bệnh…) phát triển tràn lan trong quần thể thực vật. Có một số quan ngại cho rằng điều này có thể dẫn đến mất cân bằng hệ sinh thái và làm giảm tính đa dạng sinh học của loài cây được chuyển gen. Tuy nhiên cho tới nay chưa có bằng chứng cho thấy cây trồng biến đổi gen là "nguy hại" hơn đối với môi trường và cân bằng sinh thái, so với cây trồng truyền thống hoặc cây trồng hữu cơ. Một nghiên cứu được tiến hành bởi các nhà khoa học nhà khoa học Tony Conner và Glare Travis người New Zealand và Jan-Peter Nap người Hà Lan đã xem xét 250 tài liệu nghiên cứu đã công bố về một loạt các tác động lên môi trường, về "quá trình tạo cỏ dại", về quá trình chuyển dòng gen ngang, sinh thái học, đa dạng sinh học và các mối quan tâm khác về công nghệ gen, họ đã kết luận rằng nhiều vấn đề được đặt ra phản bác cây trồng công nghệ sinh học thực ra không tồn tại, và những vấn đề đó đều có thể diễn ra như nhau ở cây trồng truyền thống và cả cây trồng hữu cơ.[51][52]
- Cây trồng biến đổi gen mang các gen kháng thuốc diệt cỏ có thể thụ phấn với các cây dại cùng loài hay có họ hàng gần gũi, làm lây lan gen kháng thuốc diệt cỏ trong quần thể thực vật. Việc gieo trồng cây trồng biến đổi gen kháng sâu bệnh trên diện rộng, ví dụ, kháng sâu đục thân, có thể làm phát sinh các loại sâu đục thân mới kháng các loại cây trồng biến đổi gen này. Việc sử dụng thuốc trừ sâu sinh học Bt đã cho phép phòng trừ hiệu quả sâu bệnh, nhưng sau 30 năm sử dụng, một số loại sâu bệnh đã trở nên nhờn thuốc ở một vài nơi
- Ngoài ra, một bộ phận các nhà khoa học lo ngại đến khả năng chuyển gen từ cây trồng vào các vi khuẩn trong đất. Tuy nhiên, khả năng xảy ra điều này là vô cùng nhỏ. Hiện nay, các chuyên gia CNSH đang cố gắng giảm thiểu các rủi ro nêu trên và theo dõi cẩn thận các thử nghiệm cây trồng biến đổi gen trong phòng thí nghiệm, cũng như ngoài đồng ruộng trước khi đưa ra thị trường thương mại. Nếu được thiết kế và sử dụng đúng phương pháp thì có thể quản lý được các nguy cơ của cây trồng biến đổi gen đối với môi trường một cách hiệu quả.

### Phản đối
Có nhiều tranh cãi về GMO, đặc biệt là về việc chúng được trồng bên ngoài môi trường phòng thí nghiệm. Tranh cãi liên quan đến người tiêu dùng, nhà sản xuất, các công ty công nghệ sinh học, các cơ quan quản lý của chính phủ, các tổ chức phi chính phủ và các nhà khoa học. Nhiều mối quan tâm trong số này liên quan đến việc cây trồng biến đổi gen và thực phẩm sản xuất từ chúng liệu có an toàn hay không, và tác động của việc trồng cây biến đổi gien lên môi trường. Những tranh cãi này đã dẫn đến kiện tụng, tranh chấp thương mại quốc tế, và phản đối, và hạn chế đối với các sản phẩm thương mại quy định ở một số quốc gia. Hầu hết các phản đối xoay quanh ảnh hưởng đến sức khỏe và môi trường của GMO. Những điều này bao gồm liệu chúng có thể gây ra phản ứng dị ứng hay không, liệu gen đột biến có thể chuyển sang tế bào người hay không và các gen không thể được hấp thụ bởi con người có nguy cơ xâm nhập vào chuỗi cung ứng thực phẩm

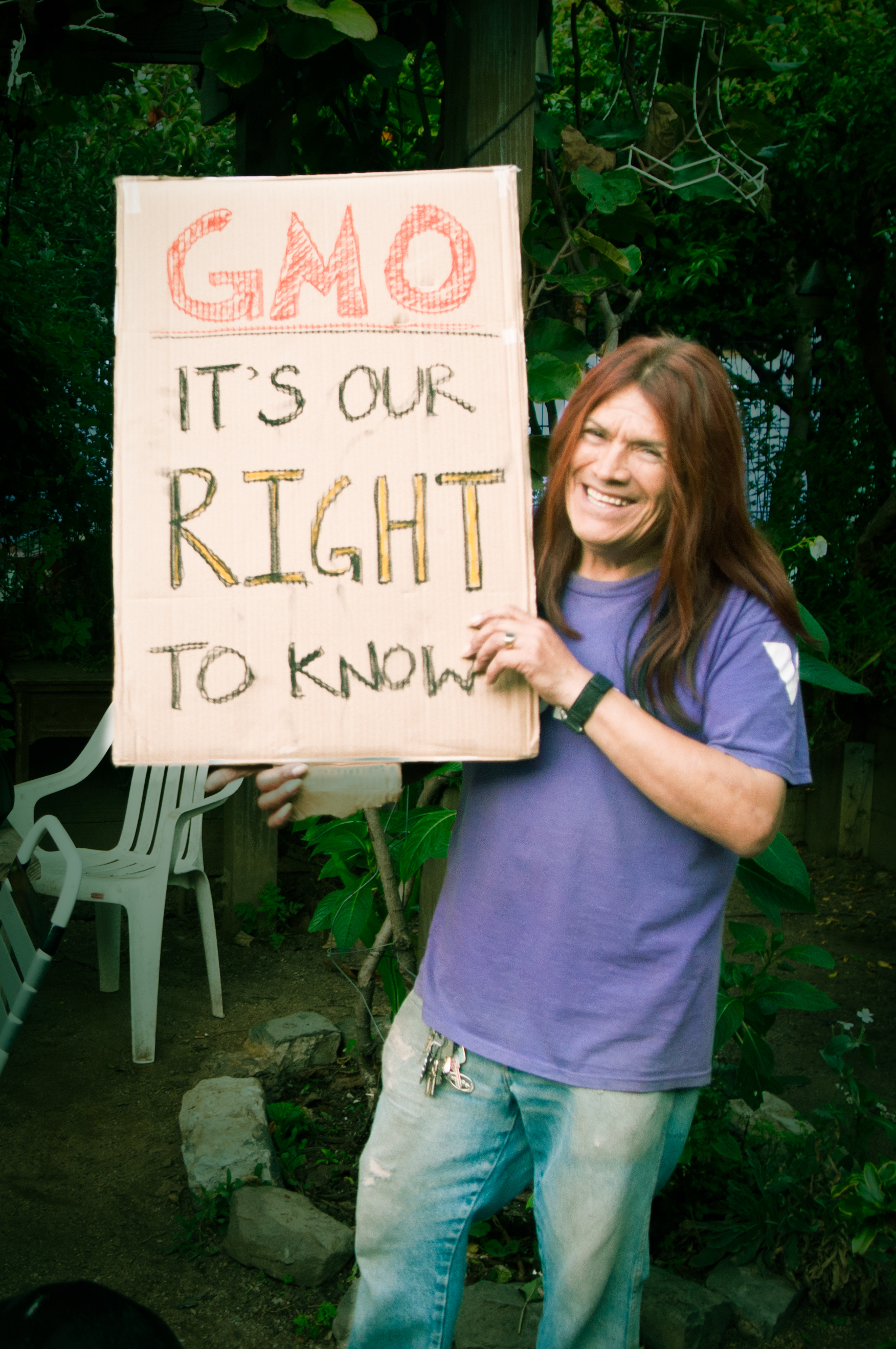
Người biểu tình phản đối cây trồng biến đổi gen (GMO)

Ngoài ra, cũng theo nhiều chuyên gia, nếu trồng đại trà thực phẩm biến đổi gene thì một số lợi ích kinh tế có thể bị nguy hại, như người nông dân bị ép giá do lệ thuộc vào các công ty cung ứng giống, môi trường nông nghiệp bị biến đổi, những công ty xuyên quốc gia trong lĩnh vực này đang sử dụng cây giống biến đổi gen nhằm khiến cho nông dân ngày càng phụ thuộc vào họ để đạt mục tiêu lợi nhuận 
Có một sự đồng thuận khoa học rằng chưa có bằng chứng cho thấy thực phẩm có nguồn gốc từ cây trồng biến đổi gen gây rủi ro lớn hơn cho sức khỏe con người so với thực phẩm thông thường, nhưng mỗi loại thực phẩm biến đổi gen cần phải được thử nghiệm nghiêm túc trên cơ sở từng trường hợp cụ thể trước khi đưa vào sử dụng Tuy nhiên, công chúng có xu hướng ít nhận thức thực phẩm biến đổi gen là an toàn so với các nhà khoa học Tình trạng pháp lý và quản lý của thực phẩm biến đổi gen là khác nhau tùy theo quốc gia, với một số quốc gia cấm hoặc hạn chế chúng, và một số quốc gia khác cho phép sử dụng chúng với các mức độ quy định khác nhau.
Vào cuối những năm 1990, cây trồng biến đổi gen xâm nhập vào các quần thể hoang dã được cho là khó xảy ra và hiếm gặp, và nếu nó xảy ra, thì nó rất dễ bị tiêu diệt. Người ta cho rằng điều này sẽ không làm tăng thêm chi phí hoặc rủi ro về môi trường ngoài những ảnh hưởng đã gây ra bởi việc sử dụng thuốc trừ sâu. Tuy nhiên, trong 2 thập kỷ kể từ đó, một số ví dụ như vậy đã được quan sát thấy. Trao đổi gen giữa cây trồng biến đổi gen và cây trồng tương thích, cùng với việc tăng cường sử dụng thuốc diệt cỏ đã ngày càng mở rộng có thể làm tăng nguy cơ kháng thuốc diệt cỏ ở quần thể các loài cỏ dại. Tranh luận về mức độ và hậu quả của dòng gen đột biến đã diễn ra gay gắt vào năm 2001, khi một bài báo được xuất bản cho thấy gen biến đổi đã được tìm thấy trong cây ngô tự nhiên ở Trung tâm đa dạng sinh học tại Mexico. Dòng gen từ cây trồng biến đổi gen chuyển sang các sinh vật khác nói chung thường thấp hơn so với những gì xảy ra tự nhiên. Để giải quyết một số mối lo ngại này, một số GMO đã được phát triển với các đặc điểm để giúp kiểm soát sự lan rộng của chúng. Ví dụ: để ngăn cá hồi biến đổi gen vô tình sinh sản với cá hồi hoang dã, tất cả cá được nuôi làm thực phẩm đều là cá cái, tam bội, 99% là vô sinh về mặt sinh sản và được nuôi ở những khu vực mà cá hồi sổng chuồng sẽ không thể sống sót. Vi khuẩn cũng đã được biến đổi gen để phụ thuộc vào các chất dinh dưỡng không thể tìm thấy trong tự nhiên, và công nghệ hạn chế sinh sản đã được phát triển, mặc dù chưa được đưa ra thị trường, khiến thế hệ thứ hai của cây biến đổi gen sẽ trở nên vô sinh.
Các mối quan tâm khác về môi trường và nông học bao gồm giảm đa dạng sinh học, gia tăng các loài gây hại thứ cấp và thúc đẩy sự tiến hóa của côn trùng gây hại kháng thuốc trừ sâu. Ở các khu vực của Trung Quốc và Hoa Kỳ với cây trồng biến đổi gien, sự đa dạng sinh học tổng thể của côn trùng đã tăng lên và tác động của các loài gây hại thứ cấp là rất ít. Sự kháng thuốc trừ sâu được phát hiện là chậm phát triển nếu các quy định trồng trọt tốt nhất được tuân theo. Tác động của cây trồng biến đổi gien đối với các sinh vật không phải mục tiêu gây hại đã trở thành một vấn đề tranh cãi công khai, sau khi một bài báo năm 1999 cho rằng chúng có thể gây độc cho bướm vua.
Các cáo buộc rằng các nhà khoa học đang cố "đóng vai Thượng Đế" và vấn đề tôn giáo đã được gán cho công nghệ này ngay từ đầu. Với khả năng biến đổi gen, có những lo ngại về đạo đức rằng công nghệ này sẽ tiến xa đến mức nào, hoặc liệu nó có nên được sử dụng hay không. Nhiều cuộc tranh luận xoay quanh ranh giới giữa điều trị và tăng cường gen, và liệu các sửa đổi này có nên được kế thừa hay không. Các mối quan tâm khác bao gồm sự suy giảm của nguồn cung cấp thực phẩm không biến đổi gen, sự nghiêm ngặt của quy trình quản lý, củng cố quyền kiểm soát nguồn cung cấp thực phẩm cho các công ty sản xuất và bán GMO, phóng đại lợi ích của việc chỉnh sửa gen, hoặc lo ngại về việc sử dụng thuốc diệt cỏ có glyphosate. Các vấn đề khác được nêu ra bao gồm việc khó xác định cha mẹ sinh học và việc sử dụng các quyền sở hữu trí tuệ.
Có sự khác biệt lớn trong sự chấp nhận của người tiêu dùng đối với GMO, người châu Âu có nhiều khả năng nhìn nhận thực phẩm biến đổi gen một cách tiêu cực hơn so với người Bắc Mỹ. GMOs xuất hiện khi niềm tin của công chúng vào an toàn thực phẩm đang suy giảm, do các mối đe dọa thực phẩm gần đây như Bệnh bò điên và các vụ bê bối khác liên quan đến quy định của chính phủ đối với các sản phẩm ở Châu Âu Điều này cùng với các chiến dịch do nhiều tổ chức phi chính phủ (NGO) thực hiện đã rất thành công trong việc ngăn chặn hoặc hạn chế việc sử dụng cây trồng biến đổi gen. Các tổ chức phi chính phủ như Hiệp hội người tiêu dùng hữu cơ Tổ chức Hòa bình xanh và các nhóm khác cho rằng rủi ro của GMO là chưa được xác định và quản lý đầy đủ và có những câu hỏi chưa được giải đáp liên quan đến tác động lâu dài có thể xảy ra đối với sức khỏe con người từ thực phẩm có nguồn gốc biến đổi gien. Họ đề xuất ghi nhãn bắt buộc với loại sản phẩm này hoặc ra lệnh cấm đối với các sản phẩm như vậy.

## Thuật ngữ
Biến đổi khí hậu: Thuật ngữ này thường chỉ một thay đổi nghiêm trọng từ một điều kiện khí hậu này sang điều kiện khác, "biến đổi khí hậu" đã được sử dụng hoán đổi với thuật ngữ "nóng lên trên toàn cầu" để chỉ những thay đổi lớn và dài hạn của khí hậu trên trái đất và cấu trúc thời tiết.
Cây trồng kháng vi-rút: Các cây trồng có khả năng chịu được các bệnh vi-rút trên cây. Được phát triển nhờ phương pháp nhân giống truyền thống hoặc thông qua kỹ thuật di truyền (ví dụ, đu đủ kháng bệnh đốm vỏ).
Cỏ dại: Một loại cây phát triển ở các khu vực không mong muốn và có thể xâm lấn các loại cây trồng khác do phát triển dày, hút hết dinh dưỡng và độ ẩm trong đất lẽ ra được sử dụng cho cây trồng khác hiệu quả hơn.
Công nghệ sinh học: Ứng dụng khoa học sinh học để tăng cường các thuộc tính của cây trồng, vật nuôi và các sinh vật khác, hoặc để cải thiện các biện pháp sản xuất lương thực, gồm các kỹ thuật như lên men, tinh lọc enzim, nhân giống cây trồng và vật nuôi.
DNA: Chứa đựng thông tin di truyền của hậu hết các hệ thống sống. Phân tử DNA gồm 4 prô-tê-in cơ bản (adenine, cytosine, guanine and thymine) và một chất chính là đường phốt-phát, được bố trí thành hai dải kết nối tạo thành vòng xoắn kép các đặc tính của nó. Bộ gen (tất cả các thông tin di truyền trong một sinh vật sống), ngoài các phân tử DNA đơn, xác định các đặc tính của sinh vật.
Gen: Đơn vị di truyền gốc. Một gen gồm có "các thiết kế" để xây dựng các prô-tê-in trong một cấu trúc cụ thể mà xác định các đặc tính của một cây trồng, vật nuôi, hoặc các sinh vật khác, và những đặc điểm này sẽ được chuyển giao từ thế hệ này tới thế hệ sau. Nó là một phần cụ thể trong một nhiễm sắc thể
Giống, cây trồng: Một nhóm các loại cây trồng mà có các đặc tính di truyền thống nhất, ổn định và khác nhau giữa các nhóm cùng một loài. 
Kháng thuốc trừ sâu: Phát triển hoặc lựa chọn các đặc tính có thể di truyền (các gen) của một cộng đồng sâu bệnh cho phép chúng có thể tồn tại trong điều kiện bị sử dụng thuốc trừ sâu, lẽ ra có thể làm suy yếu hoặc giết chết chúng. Sự tồn tại của những sâu bệnh kháng thuốc nay sẽ làm giảm hiệu quả của thuốc trừ sâu trong kiểm soát và quản lý sâu bệnh.
Kiểm tra hoặc thử nghiệm tại mặt ruộng: Kiểm tra một loại giống cây trồng mới, gồm loại giống có sử dụng công nghệ sinh học, được tiến hành bên ngoài phòng thí nghiệm với các yêu cầu cụ thể về địa điểm, quy mô ruộng thử nghiệm, biện pháp…
Kiểu gen: Đặc tính gen của một cá nhân. Kiểu gen thường là một bằng chứng
của các tính cách bên ngoài, nhưng cũng có thể được phản ánh theo các cách hóa
sinh tinh vi hơn, không phải là bằng chứng có thể nhìn thấy được.
Khuẩn bacillusthuringiensis(Bt): Một vi sinh vật phổ biến trong đất có trong thuốc trừ sâu sinh học do nông dân sử dụng, gồm sản xuất hữu cơ và làm vườn gia đình, để kiểm soát sâu bệnh với tác động môi trường nhỏ nhất.
Lượng khí thải các-bon: Lượng khí nhà kính, đặc biệt là dioxide các-bon và các hợp chất các-bon khác phát thải bởi các cá nhân, công ty hoặc các quốc gia (như hoạt động của con người hoặc nhà máy sản xuất một sản phẩm và giao thông) trong một giai đoạn. Chỉ số chất lượng không khí thường được sử dụng để đo tác động môi trường của một thực thể.
Nông nghiệp bền vững: Một hệ thống tổng hợp các thực tiễn trồng trọt và chăn nuôi, về dài hạn, sẽ thỏam ãn nhu cầu thực phẩm và quần áo của con người; nâng cao chất lượng môi trường và tài nguyên thiên nhiên mà ngành kinh tế nông nghiệp phụ thuộc; sử dụng hiệu quả nhất các nguồn tài nguyên không thể tái tạo và kết hợp, kiểm soát các chu trình sinh học tự nhiên; duy trì tính khả thi về kinh tế cho trong sản xuất  nông nghiệp; tăng cường chất lượng cuộc sống của nông dân và toàn xã hội.
Phản ứng do dị ứng: Phản ứng của hệ miễn dịch trong cơ thể tạo thành một cơn dị ứng, thường là do một prô-tê-in (protein). Thực phẩm chứa nhiều loại prô-tê-in có thể tạo ra phản ứng miễn dịch. Các triệu chứng dị ứng gồm nóng rát, phát ban và trong một số trường hợp nguy hiểm là khó thở, không thở được hoặc bất tỉnh. 
Thuốc trừ sâu: Một loạt các sản phẩm bảo vệ cây trồng, bao gồm bốn loại chính: thuốc trừ sâu được sử dụng để kiểm soát sâu bệnh; thuốc diệt cỏ được sử dụng để kiểm soát cỏ dại; thuốc diệt các loại gặm nhắm để sử dụng để kiểm soát chuột; và thuốc chống nấm được sử dụng để kiểm soát các loại nấm mốc. Cả nông dân và người tiêu dùng sử dụng thuốc trừ sâu ở gia đình và sân vườn để kiểm soát mối và gián, làm sạch nấm mốc trên rèm tắm, ngăn cỏ dại trên các bãi cỏ, giết bọ chét và ve trên vật nuôi cảnh, khử trùng hồ bơi…  
Thuốc trừ sâu sinh học: Bất cứ vật liệu nào được sử dụng để kiểm soát sâu bệnh có trên các sinh vật sống như vi khuẩn, các tế bào động, thực vật. Ví dụ khuẩn bacillus thuringiensis (Bt),prô-tê-in (từ vi khuẩn), và Pyrethrum (làm từ nhụy của một số loại hoa cúc khô), cả hai đều được sử dụng để kiểm soát sâu bệnh.